# Che ci vado a fare a Londra?
Che ci vado a fare a Londra? (sottotitolo Storie dal pianeta blu) è un album discografico del cantante italiano Omar Pedrini, pubblicato nel 2014.

## Descrizione
L'album esce a distanza di otto anni dal precedente lavoro di inediti e si apre con la danza Haka che caratterizzata il popolo Maori e la squadra di rugby degli All Blacks. Vi partecipano diversi importanti gruppi e artisti come il gruppo inglese The Folks, il rapper Kiave, il cantautore Ron, Dargen D'Amico, il gruppo Modena City Ramblers e il poeta della beat generation Lawrence Ferlinghetti. Il disco è stato prodotto da Omar Pedrini stesso e Marco Franzoni e registrato al Bluefemme Studio, al Poddighe Studio ed all'Airco studio di Manchester.
Il videoclip del singolo omonimo è stato girato in Basilicata: nel comune di Lagonegro e tra le montagne del Pollino e del Sirino. Il videoclip è diretto da Carlos Solito e scritto da Valentina Strada e Carlos Solito, due promesse del cinema italiano indipendente.
Il secondo videoclip dell'album è Veronica scritto e dedicato alla moglie Veronica Scalia e registrato in acustico con The Folks.
La terza uscita è Gaia e la Balena originariamente interpretato col cantautore Ron (che è anche il produttore dell'album) videoclip scritto e diretto da Marco e Luca Donazzan di Bee Studios e girato tra Brescia e Lago di Garda.
L'ultimo singolo Nina, inteso come omaggio a tutte le donne, con Bea De la Cruz, è realizzato da ZEN.movie e Fog Video tra New York e Roma, scritto e diretto da Giulio Mastromauro.

## Tracce
Testi e musiche di Omar Pedrini eccetto dove indicato.
1. Haka – 0:12
2. Jenny (Scendi al fiume) (con Kiave) – 3:39 (M.Filice, O.Pedrini)
3. Veronica – 4:14
4. Nina (Meno male che ci sei) – 4:31 (M.Franzoni, O.Pedrini)
5. London (con The Folks) – 0:22 (M.Beasley, O.Pedrini)
6. Che ci vado a fare a Londra? (con The Folks) – 4:43 (M.Beasley, O.Pedrini)
7. Pianeta blu – 3:01
8. Emily ama lei – 4:17 (M.Franzoni, O.Pedrini)
9. Cane sciolto – 3:25
10. Gaia e la balena (con Ron e Dargen D'Amico) – 3:33 (O.Pedrini, J.D'Amico)
11. Italia (con Igor Costanzo) – 1:03
12. Uno straccio di anima – 2:58
13. Hanry degli insetti – 3:08 (M.Franzoni, E.Ghedi, O.Pedrini)
14. Emilia non ride più – 4:41
15. Quando un uomo (La ballata di Rosi e Augusto) – 3:28
16. Poetry as Insurgent Art (con Lawrence Ferlinghetti) – 2:19
17. Piero tra la campagna e il cielo – 3:07
18. Nonna quercia folk band (con Modena City Ramblers) – 2:02

## Formazione
- Omar Pedrini - voce, chitarra
- Larry Mancini - basso
- Giovanni Battaglia - basso
- Beppe Facchetti - batteria
- Alberto Pavesi - batteria
- Davide Mahony - chitarra elettrica, percussioni
- Marco Franzoni - chitarra, tastiera, basso
- Carlo Poddighe - pedal steel guitar, chitarra elettrica, basso, batteria, tastiera
- Giancarlo Zucchi - organo Hammond
- Claudia Ferretti - cori